# HMS Unique (N95)
| «Юнік»                                                                     | «Юнік» | «Юнік» |
| -------------------------------------------------------------------------- | --- | --- |
| HMS Unique (N95)                                                           | | |
|                                                                            | | |
| Британський ПЧ «Юнік». 23 липня 1942                                       | | |
| Верф                                                                       | Vickers-Armstrongs, Барроу-ін-Фернесс | Vickers-Armstrongs, Барроу-ін-Фернесс |
| Під прапором                                                               | Велика Британія | Велика Британія |
| Належність                                                                 | Королівський ВМФ Великої Британії | Королівський ВМФ Великої Британії |
| Порт приписки                                                              | Холі-Лох Портсмут Гібралтар Валлетта | Холі-Лох Портсмут Гібралтар Валлетта |
| Замовлення                                                                 | 4 вересня 1939 | 4 вересня 1939 |
| Закладений                                                                 | 30 жовтня 1939 | 30 жовтня 1939 |
| Спуск на воду                                                              | 6 червня 1940 | 6 червня 1940 |
| Введений до складу флоту                                                   | 27 вересня 1940 | 27 вересня 1940 |
| На службі                                                                  | 1940—1942 | 1940—1942 |
| Загибель                                                                   | 10 жовтня 1942 року ймовірно затонув, підірвавшись на мінному полі в Біскайській затоці                                                                                | 10 жовтня 1942 року ймовірно затонув, підірвавшись на мінному полі в Біскайській затоці                                                                                |
| Сучасний статус                                                            | затонулий | затонулий |
| Бойовий досвід                                                             | Друга світова війна Битва за Атлантику Битва на Середземному морі * Середземноморська кампанія * Операція «Сабстанс» Кампанія в Арктиці Арктичні конвої * Конвой PQ 18 | Друга світова війна Битва за Атлантику Битва на Середземному морі * Середземноморська кампанія * Операція «Сабстанс» Кампанія в Арктиці Арктичні конвої * Конвой PQ 18 |
| Нагороди                                                                   | 4 бойових відзнаки | 4 бойових відзнаки |
| Проєкт                                                                     | | |
| Тип ПЧ                                                                     | малий торпедний ДПЧ | малий торпедний ДПЧ |
| Основні характеристики                                                     | | |
| Швидкість (надводна)                                                       | 11,25 вузлів (20,8 км/год) | 11,25 вузлів (20,8 км/год) |
| Швидкість (підводна)                                                       | 10 вузлів (18,6 км/год) (підводна) | 10 вузлів (18,6 км/год) (підводна) |
| Робоча глибина занурення                                                   | 100 м | 100 м |
| Гранична глибина занурення                                                 | 220 м | 220 м |
| Автономність плавання                                                      | 4 500 миль (8 300 км) на швидкості 11 вузлів (надводна) 70 миль (130 км) на швидкості 4 вузли (підводна)                                                               | 4 500 миль (8 300 км) на швидкості 11 вузлів (надводна) 70 миль (130 км) на швидкості 4 вузли (підводна)                                                               |
| Екіпаж                                                                     | 32 офіцери та матроси | 32 офіцери та матроси |
| Розміри                                                                    | | |
| Довжина найбільша (по КВЛ)                                                 | 58,22 м | 58,22 м |
| Ширина корпусу найб.                                                       | 4,9 м | 4,9 м |
| Середня осадка (по КВЛ)                                                    | 4,62 м | 4,62 м |
| Водотоннажність надводна                                                   | 540—630 т | 540—630 т |
| Силова установка                                                           | | |
| дизель-електрична; 2 × дизельних двигуни Paxman Ricardo 2 × електродвигуни | | |
| Гвинти                                                                     | 2 | 2 |
| Потужність                                                                 | 2 500 к.с. (дизель) 1 450 к.с. (електродвигун) | 2 500 к.с. (дизель) 1 450 к.с. (електродвигун) |
| Озброєння                                                                  | | |
| Артилерія                                                                  | 1 × 76-мм гармати QF 3-inch 20 cwt | 1 × 76-мм гармати QF 3-inch 20 cwt |
| Торпедно- мінне озброєння                                                  | 6 × 533-мм торпедних апаратів 8-10 торпед | 6 × 533-мм торпедних апаратів 8-10 торпед |

«Юнік» (англ. HMS Unique (N95) — британський малий підводний човен типу «U», перша серія, що перебував у складі Королівського військово-морського флоту Великої Британії у роки Другої світової війни.

## Історія створення
«Юнік» був закладений 30 жовтня 1939 року на верфі компанії Vickers-Armstrongs у Барроу-ін-Фернессі. 6 червня 1940 року він був спущений на воду, а 27 вересня 1940 року увійшов до складу Королівського ВМФ Великої Британії.

## Історія служби
Підводний човен брав активну участь у бойових діях на морі в Другій світовій війні; бився у північній Атлантиці, в арктичних водах, на Середземному морі, бився у Північному морі біля берегів Англії, Норвегії, Франції, супроводжував союзні конвої. Загалом здійснив 21 бойовий похід. За проявлену мужність та стійкість у боях удостоєний чотирьох бойових відзнак.
22-24 січня 1941 року італійські есмінці «Антоніо да Нолі», «Уголіно Вівальді», «Ланцеротто Малочелло», «Лука Таріго», «Фречча» і «Саетта» супроводжували з Неаполя в Триполі конвой з 4 транспортів — «Конте Россо», «Есперія», «Вікторія» і «Марко Поло». Під час переходу конвой був безрезультатно атакований британським підводним човном «Юнік».
21–24 липня «Юнік» разом з британськими підводними човнами «Олімпус», «Апхолдер», «Апрайт», «Ардж», «Атмост», P32 і голландським O 21 Середземноморського флоту брав участь в операції «Сабстанс». Метою цієї операції визначалося супроводження з Гібралтару конвою на Мальту чиї військові транспортні судна доставляли 5 000 особового складу поповнення та 65 000 тонн вантажів на обложений острів під час битви на Середземному морі.
8 жовтня 1942 року «Юнік» разом з субмаринами «Сілайон», «Урсула» і трофейною «Граф» вийшов з Голі-Лох та здійснив перехід до Біскайської затоки й далі до Гібралтару, де увійшов до 8-ї флотилії ПЧ.
У листопаді британські підводні човни «Регент», «Отус», «Юнік», «Ультиматум», «Урсула» і «Ардж» були розгорнуті для перекриття конвоїв, що пливли між Італією і Триполі. Група не мала успіху.